# 2. Liga (Østrig)
 For alternative betydninger, se 2. Liga. (Se også artikler, som begynder med 2. Liga)
2. Liga er i Østrig den næstbedste professionelle fodboldrække. I ligaen spiller 16 hold, hvoraf de tre dårligst placerede rykker ned i de regionale ligaer. De 16 hold møder hver modstander to gange på en sæson, og spiller således 30 kampe i alt.

## Tidligere vindere af 2. Liga
- 1974–75: Grazer AK
- 1975–76: First Vienna FC
- 1976–77: Wiener Sport-Club
- 1977–78: SV Austria Salzburg
- 1978–79: Linzer ASK
- 1979–80: SC Eisenstadt
- 1980–81: FC Wacker Innsbruck
- 1981–82: Austria Klagenfurt
- 1982–83: SV Sankt Veit
- 1983–84: SV Spittal/Drau
- 1984–85: Salzburger AK 1914
- 1985–86: Wiener Sport-Club
- 1986–87: SV Austria Salzburg
- 1987–88: Kremser SC
- 1988–89: Kremser SC
- 1989–90: SV Spittal/Drau
- 1990–91: VfB Mödling
- 1991–92: Linzer ASK
- 1992–93: Grazer AK
- 1993–94: Linzer ASK
- 1994–95: Grazer AK
- 1995–96: FC Linz
- 1996–97: SC Austria Lustenau
- 1997–98: SK Vorwärts Steyr
- 1998–99: Schwarz-Weiß Bregenz
- 1999–00: VfB Admira Wacker Mödling
- 2000–01: FC Kärnten
- 2001–02: ASKÖ Pasching
- 2002–03: SV Mattersburg
- 2003–04: FC Wacker Tirol
- 2004–05: SV Ried
- 2005–06: SC Rheindorf Altach
- 2006–07: LASK Linz
- 2007–08: Kapfenberger SV
- 2008–09: SC Wiener Neustadt
- 2009–10: FC Wacker Innsbruck
- 2010–11: FC Admira Wacker Mödling
- 2011–12: Wolfsberger AC
- 2012–13: SV Grödig
- 2013–14: SC Rheindorf Altach
- 2014–15: SV Mattersburg
- 2015–16: SKN St. Pölten
- 2016–17: LASK Linz
- 2017–18: FC Wacker Innsbruck
- 2018–19: WSG Wattens